# Косів (курорт)
«Ко́сів» — гірськолижний курорт біля міста Косів, Івано-Франківська область.
Гірськолижна траса розташована за 2 км від центру міста Косів, який є культурно-туристичним центром Гуцульщини і розташований на території Національного парку Гуцульщина. Серед гірських ландшафтів, є джерела мінеральних вод та гірські водоспади.
- Спуски: дві траси швидкісного спуску 1200 м, траса спеціального слалому 500 м, слалому-гіганту 1000 м, траса з штучним покриттям.
- Підйомники: бугельний витяг довжиною 1000 м (перепадом висоти 250 м) і довжиною 250 м (перепад 75 м).